# Кардинал
Кардинал (лат. cardinalis — главни) је титула у Римокатоличкој цркви.

## Настанак
У прво време овај назив се употребљавао за свештеника везаног за одређену цркву. Касније се односио само на римско свештенство, док није добио данашње значење када одређује црквене великодостојнике Римокатоличке цркве који се по рангу налазе одмах после папе. У Средњем веку имали су исти друштвени положај као принчеви краљевске лозе.

## Данашња улога
Данас је улога кардинала административна. Именује их папа, и од 1586. године утврђен је њихов број — 70. Да би неко постао кардинал мора бити рукоположен у свештеника, али су кардинали обично бискупи. Они су стално у Риму. Имају титулу „Еминенција“ и имају многе повластице, нпр. дозвољена им је употреба покретног олтара.

## Одежде
Одевени су у црвено и њихова одежда се састоји их следећих делова: шешир испод кога се налази беретка и мала капа која покрива тонзуру. Црвена мантија, плашт и прстен са црвеним каменом и крст око врата. Сваки кардинал који борави у Риму има право на плату уколико му лични приходи нису довољни.